# Gråbrynad taggstjärt
Gråbrynad taggstjärt (Cranioleuca curtata) är en fågel i familjen ugnfåglar inom ordningen tättingar.

## Utseende och läte
Gråbrynad taggstjärt är en rätt liten (14–15 cm) och brun ugnfågel. Fjäderdräkten är relativt mörk. På huvudet syns brunt ansikte, ett ljust ögonbrynsstreck, brun panna och rödaktigt kastanjebrun hjässa. Ögat är brunt till kastanjefärgat, näbben brun ovan och skäraktig under. Sången består av en ungefär två sekunder lång ljus och accelererande men avtagande serie med gälla toner.

## Utbredning och systematik
Gråbrynad taggstjärt delas in i tre underarter med följande utbredning:
- Cranioleuca curtata curtata – förekommer i subtropiska östra Anderna i Colombia
- Cranioleuca curtata cisandina – förekommer från subtropiska Magdalenadalen i centrala Colombia till norra Peru
- Cranioleuca curtata debilis – förekommer i Anderna från Peru (Junín) till västra Bolivia

## Status
IUCN kategoriserar arten som livskraftig.